# Alluri Sitarama Raju

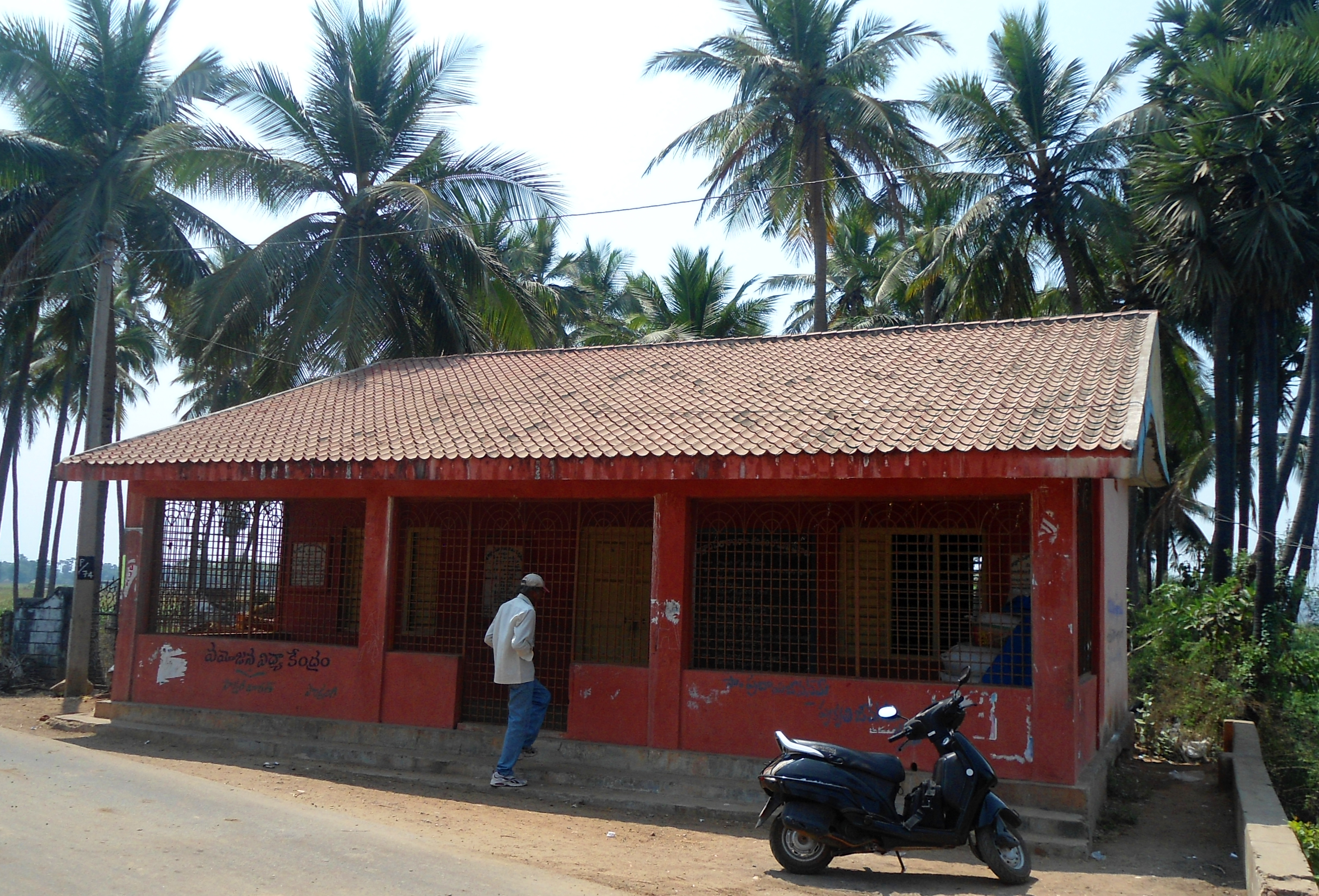
Esta é a casa em Pandrangi, Andra Pradexe, onde se supõe que Alluri tenha nascido.

Alluri Sitarama Raju (4 de julho de 1897 ou 1898 – 7 de maio de 1924) foi um revolucionário indiano que lutou contra o domínio colonial britânico na Índia.

## Biografia
Nascido no que hoje é o estado de Andra Pradexe, ele se rebelou contra os britânicos que impunham a Lei Florestal de Madras de 1882, que limitava a liberdade dos adivasis de viverem e cultivarem nas florestas conforme sua tradição. Ele comandou a Rebelião Rampa [en] entre 1922 e 1924, reunindo tribais e aliados para combater os britânicos em guerrilhas nas áreas de fronteira dos atuais estados de Andra Pradexe e Orissa. O povo local o chamou de "Manyam Veerudu" (trad. Herói da Selva) por sua bravura. Em 1924, ele foi capturado e morto pelos britânicos. É visto como um dos pioneiros do movimento de independência da Índia e um ícone da resistência tribal ao colonialismo.